# Køge–Ringsted Banen
| Linienführung |                      |                                                                |                                                                |
| Übersichtskarte |                      |                                                                |                                                                |
| Streckennummer: | KRB                  |                                                                |                                                                |
| Streckenlänge: | 33,2 km              |                                                                |                                                                |
| Spurweite: | 1435 mm (Normalspur) |                                                                |                                                                |
| Maximale Neigung: | 10 ‰                 |                                                                |                                                                |
| Minimaler Radius: | 410 m                |                                                                |                                                                |
| Streckengeschwindigkeit: | 45 km/h              |                                                                |                                                                |
| |                      |                                                                |                                                                |
| \| \| \| Bahnstrecke Ringsted–Rødby Færge von Rødby Færge \| \| \| \| \| Bahnstrecke Køge–Faxe Ladeplads von Hårlev \| \| \| \| 0,0 \| Køge (ab 1934 Køge Vest) \| Køge (ab 1934 Køge Vest) \| \| \| \| Bahnstrecke Roskilde–Næstved nach Roskilde \| \| \| \| \| S-Bahn E von Kopenhagen \| \| \| \| 1,0 \| Københavnsvej (ab 1929 Erdbahnsteig, nach 1945 beidseitig) \| Københavnsvej (ab 1929 Erdbahnsteig, nach 1945 beidseitig) \| \| \| 1,7 \| Ølbyvej (1929–1940 ohne Bahnsteig) \| Ølbyvej (1929–1940 ohne Bahnsteig) \| \| \| \| Køge Å \| \| \| \| 3,0 \| Åsen (ab 1929) \| Åsen (ab 1929) \| \| \| 4,4 \| Lellinge Østermark (ab 1929) \| Lellinge Østermark (ab 1929) \| \| \| 5,9 \| Lellinge \| Lellinge \| \| \| 7,6 \| Ny Lellinge (ab 1929, Bahnsteig erst ein Jahr vor Stilllegung) \| Ny Lellinge (ab 1929, Bahnsteig erst ein Jahr vor Stilllegung) \| \| \| 8,3 \| Yderholm (mit Bahnsteig und Wartehäuschen aus Holz) \| Yderholm (mit Bahnsteig und Wartehäuschen aus Holz) \| \| \| 8,9 \| Vemmedrup (1920–1940) \| Vemmedrup (1920–1940) \| \| \| 9,4 \| Lundsgårdsvej (ab 1929 mit Bahnsteig) \| Lundsgårdsvej (ab 1929 mit Bahnsteig) \| \| \| 11,2 \| Bjæverskov (mit Tierverladung) \| Bjæverskov (mit Tierverladung) \| \| \| 12,2 \| Bjæverskov Mølle (ab 1929, Bahnsteig erst ab den Kriegsjahren) \| Bjæverskov Mølle (ab 1929, Bahnsteig erst ab den Kriegsjahren) \| \| \| 12,9 \| Græsmarksvej (1929–1940 Nebengleis für Reetverladung) \| Græsmarksvej (1929–1940 Nebengleis für Reetverladung) \| \| \| 13,5 \| Gummersmark (kleinster Bahnhof, ab 1927 Bahnhofsgebäude) \| Gummersmark (kleinster Bahnhof, ab 1927 Bahnhofsgebäude) \| \| \| 14,2 \| Gørslevgård (1920–1940) \| Gørslevgård (1920–1940) \| \| \| 15,0 \| Østervang \| Østervang \| \| \| 16,0 \| Gørslev Vænge (1920–1940) \| Gørslev Vænge (1920–1940) \| \| \| 17,5 \| Nyvang (mit Bahnsteig und Wartehäuschen aus Holz) \| Nyvang (mit Bahnsteig und Wartehäuschen aus Holz) \| \| \| 18,4 \| Enghave (1920–1940) \| Enghave (1920–1940) \| \| \| 20,4 \| Ørslev \| Ørslev \| \| \| 22,0 \| Ottestrup (ab 1929, zuerst Holz-, später Betonwartehäuschen, \| Ottestrup (ab 1929, zuerst Holz-, später Betonwartehäuschen, \| \| \| \| Nebengleis bis in die 1940er Jahre) \| \| \| \| 22,5 \| Prøvegårdsvej (1920–1940) \| Prøvegårdsvej (1920–1940) \| \| \| 23,3 \| Farendløse (auch Farringløse) \| Farendløse (auch Farringløse) \| \| \| 23,7 \| Mosevej (1920–1940) \| Mosevej (1920–1940) \| \| \| 24,9 \| Fredsgårde (ab 1918, ab 1929 Nebengleis) \| Fredsgårde (ab 1918, ab 1929 Nebengleis) \| \| \| 26,5 \| Sneslev \| Sneslev \| \| \| 27,7 \| Allikegårde (ab 1929 Wartehäuschen) \| Allikegårde (ab 1929 Wartehäuschen) \| \| \| 29,2 \| Haugbyrd (später Havbyrd, Wartehäuschen aus Holz) \| Haugbyrd (später Havbyrd, Wartehäuschen aus Holz) \| \| \| 30,6 \| Tolstrup (auch Tolstrupvej, ab 1929 Nebengleis) \| Tolstrup (auch Tolstrupvej, ab 1929 Nebengleis) \| \| \| \| Sjællandske midtbane von Hvalsö \| \| \| \| \| Bahnstrecke København–Fredericia von Roskilde \| \| \| \| 33,2 \| Ringsted \| Ringsted \| \| \| \| Bahnstrecke Roskilde–Næstved nach Næstved \| \| \| \| \| Vestbanen nach Korsør \| \| |                      |                                                                |                                                                |
| Strecke |                      | Bahnstrecke Ringsted–Rødby Færge von Rødby Færge               | Bahnstrecke Ringsted–Rødby Færge von Rødby Færge               |
| Abzweig geradeaus und von rechts |                      | Bahnstrecke Køge–Faxe Ladeplads von Hårlev                     | Bahnstrecke Køge–Faxe Ladeplads von Hårlev                     |
| Bahnhof | 0,0                  | Køge (ab 1934 Køge Vest)                                       | Køge (ab 1934 Køge Vest)                                       |
| Abzweig geradeaus und nach rechts |                      | Bahnstrecke Roskilde–Næstved nach Roskilde                     | Bahnstrecke Roskilde–Næstved nach Roskilde                     |
| Abzweig ehemals geradeaus und nach rechts |                      | S-Bahn E von Kopenhagen                                        | S-Bahn E von Kopenhagen                                        |
| Haltepunkt / Haltestelle (Strecke außer Betrieb) | 1,0                  | Københavnsvej (ab 1929 Erdbahnsteig, nach 1945 beidseitig)     | Københavnsvej (ab 1929 Erdbahnsteig, nach 1945 beidseitig)     |
| Haltepunkt / Haltestelle (Strecke außer Betrieb) | 1,7                  | Ølbyvej (1929–1940 ohne Bahnsteig)                             | Ølbyvej (1929–1940 ohne Bahnsteig)                             |
| Brücke über Wasserlauf (Strecke außer Betrieb) |                      | Køge Å                                                         | Køge Å                                                         |
| Haltepunkt / Haltestelle (Strecke außer Betrieb) | 3,0                  | Åsen (ab 1929)                                                 | Åsen (ab 1929)                                                 |
| Haltepunkt / Haltestelle (Strecke außer Betrieb) | 4,4                  | Lellinge Østermark (ab 1929)                                   | Lellinge Østermark (ab 1929)                                   |
| Bahnhof (Strecke außer Betrieb) | 5,9                  | Lellinge                                                       | Lellinge                                                       |
| Haltepunkt / Haltestelle (Strecke außer Betrieb) | 7,6                  | Ny Lellinge (ab 1929, Bahnsteig erst ein Jahr vor Stilllegung) | Ny Lellinge (ab 1929, Bahnsteig erst ein Jahr vor Stilllegung) |
| Haltepunkt / Haltestelle (Strecke außer Betrieb) | 8,3                  | Yderholm (mit Bahnsteig und Wartehäuschen aus Holz)            | Yderholm (mit Bahnsteig und Wartehäuschen aus Holz)            |
| Haltepunkt / Haltestelle (Strecke außer Betrieb) | 8,9                  | Vemmedrup (1920–1940)                                          | Vemmedrup (1920–1940)                                          |
| Haltepunkt / Haltestelle (Strecke außer Betrieb) | 9,4                  | Lundsgårdsvej (ab 1929 mit Bahnsteig)                          | Lundsgårdsvej (ab 1929 mit Bahnsteig)                          |
| Bahnhof (Strecke außer Betrieb) | 11,2                 | Bjæverskov (mit Tierverladung)                                 | Bjæverskov (mit Tierverladung)                                 |
| Haltepunkt / Haltestelle (Strecke außer Betrieb) | 12,2                 | Bjæverskov Mølle (ab 1929, Bahnsteig erst ab den Kriegsjahren) | Bjæverskov Mølle (ab 1929, Bahnsteig erst ab den Kriegsjahren) |
| Haltepunkt / Haltestelle (Strecke außer Betrieb) | 12,9                 | Græsmarksvej (1929–1940 Nebengleis für Reetverladung)          | Græsmarksvej (1929–1940 Nebengleis für Reetverladung)          |
| Bahnhof (Strecke außer Betrieb) | 13,5                 | Gummersmark (kleinster Bahnhof, ab 1927 Bahnhofsgebäude)       | Gummersmark (kleinster Bahnhof, ab 1927 Bahnhofsgebäude)       |
| Haltepunkt / Haltestelle (Strecke außer Betrieb) | 14,2                 | Gørslevgård (1920–1940)                                        | Gørslevgård (1920–1940)                                        |
| Bahnhof (Strecke außer Betrieb) | 15,0                 | Østervang                                                      | Østervang                                                      |
| Haltepunkt / Haltestelle (Strecke außer Betrieb) | 16,0                 | Gørslev Vænge (1920–1940)                                      | Gørslev Vænge (1920–1940)                                      |
| Haltepunkt / Haltestelle (Strecke außer Betrieb) | 17,5                 | Nyvang (mit Bahnsteig und Wartehäuschen aus Holz)              | Nyvang (mit Bahnsteig und Wartehäuschen aus Holz)              |
| Haltepunkt / Haltestelle (Strecke außer Betrieb) | 18,4                 | Enghave (1920–1940)                                            | Enghave (1920–1940)                                            |
| Bahnhof (Strecke außer Betrieb) | 20,4                 | Ørslev                                                         | Ørslev                                                         |
| Haltepunkt / Haltestelle (Strecke außer Betrieb) | 22,0                 | Ottestrup (ab 1929, zuerst Holz-, später Betonwartehäuschen,   | Ottestrup (ab 1929, zuerst Holz-, später Betonwartehäuschen,   |
| Strecke (außer Betrieb) |                      | Nebengleis bis in die 1940er Jahre)                            | Nebengleis bis in die 1940er Jahre)                            |
| Haltepunkt / Haltestelle (Strecke außer Betrieb) | 22,5                 | Prøvegårdsvej (1920–1940)                                      | Prøvegårdsvej (1920–1940)                                      |
| Bahnhof (Strecke außer Betrieb) | 23,3                 | Farendløse (auch Farringløse)                                  | Farendløse (auch Farringløse)                                  |
| Haltepunkt / Haltestelle (Strecke außer Betrieb) | 23,7                 | Mosevej (1920–1940)                                            | Mosevej (1920–1940)                                            |
| Haltepunkt / Haltestelle (Strecke außer Betrieb) | 24,9                 | Fredsgårde (ab 1918, ab 1929 Nebengleis)                       | Fredsgårde (ab 1918, ab 1929 Nebengleis)                       |
| Bahnhof (Strecke außer Betrieb) | 26,5                 | Sneslev                                                        | Sneslev                                                        |
| Haltepunkt / Haltestelle (Strecke außer Betrieb) | 27,7                 | Allikegårde (ab 1929 Wartehäuschen)                            | Allikegårde (ab 1929 Wartehäuschen)                            |
| Haltepunkt / Haltestelle (Strecke außer Betrieb) | 29,2                 | Haugbyrd (später Havbyrd, Wartehäuschen aus Holz)              | Haugbyrd (später Havbyrd, Wartehäuschen aus Holz)              |
| Haltepunkt / Haltestelle (Strecke außer Betrieb) | 30,6                 | Tolstrup (auch Tolstrupvej, ab 1929 Nebengleis)                | Tolstrup (auch Tolstrupvej, ab 1929 Nebengleis)                |
| Abzweig geradeaus und von rechts (Strecke außer Betrieb) |                      | Sjællandske midtbane von Hvalsö                                | Sjællandske midtbane von Hvalsö                                |
| Abzweig ehemals geradeaus und von rechts |                      | Bahnstrecke København–Fredericia von Roskilde                  | Bahnstrecke København–Fredericia von Roskilde                  |
| Bahnhof | 33,2                 | Ringsted                                                       | Ringsted                                                       |
| Abzweig geradeaus und nach links |                      | Bahnstrecke Roskilde–Næstved nach Næstved                      | Bahnstrecke Roskilde–Næstved nach Næstved                      |
| Strecke |                      | Vestbanen nach Korsør                                          | Vestbanen nach Korsør                                          |

Die Køge–Ringsted Banen (KRB) war eine dänische Privatbahn, die von 1917 bis 1963 die Städte Køge und Ringsted auf der Insel Seeland verband.
Die Schnellfahrstrecke København–Ringsted ist zwischen Køge und Ringsted nicht mit dieser Strecke identisch, sondern wurde nördlicher und direkt an der Westautobahn entlang gebaut.

## Geschichte
Mitte der 1880er Jahre wurden die ersten Pläne erstellt, die Städte Køge und Ringsted besser zu verbinden. Das weite Hinterland sollte dabei gut an Køge angeschlossen werden. In Ringsted war das Interesse gering und so wurde im Eisenbahngesetz vom 8. Mai 1894 als Endpunkt der Strecke Borup festgelegt. Hier bestand ebenso kein Interesse an der Strecke und im dritten Versuch wurde mit dem Eisenbahngesetz vom 27. Mai 1908 Kværkeby als Endort bestimmt. Durch diese Entscheidung wurde jedoch in Ringsted befürchtet, dass sich Kværkeby zu einem wichtigen Handelszentrum auf Kosten Ringsteds entwickeln könnte.
Nach weiteren Verhandlungen wurde am 1. April 1913 eine Gesetzesänderung vorgenommen, mit der der Endbahnhof in Ringsted festgelegt wurde. Die Konzession wurde am 5. März 1914 erteilt. Im Winter 1913/14 wurde die Strecke geplant und die ersten Grundstückübertragungen abgeschlossen. Die Gesamtausgaben waren mit 1,6 Millionen Dänische Kronen veranschlagt, von denen der Staat die Hälfte bezahlte, während der Rest von den Ämtern, Kommunen und privaten Anteilseignern aufgebracht wurde.
Im August 1914 brach der Erste Weltkrieg aus. Obwohl Dänemark nicht direkt beteiligt war, war es schwer, Baumaterial zu beschaffen. Zwei Dampflokomotiven wurden von Nydqvist och Holm in Schweden und entsprechende Wagen bei Scandia in Randers bestellt. Die Bauarbeiten an der Strecke begannen im Frühjahr 1915. Als dritte Dampflokomotive wurde 1918 die S 355 für den Preis von 17.000 Kronen von den DSB erworben. Sie bekam die Nummer KRB 3, wurde 1930 ausgemustert und 1931 verschrottet.
In Køge und Ringsted nahm die Strecke ihren Ausgang in den Bahnhöfen der Danske Statsbaner. 1934 entschied sich die Bahngesellschaft KRB, aus wirtschaftlichen Gründen eine eigene Station Køge Vest zu errichten, die sich am Rand des Staatsbahnhofs befand. Dort wurden eine eigene Drehscheibe und ein Lokschuppen errichtet. Gleichzeitig übernahm die KRB den Fahrkartenverkauf.
Die Verwaltung befand sich ursprünglich in Køge, zog jedoch nach Hårlev, als 1957 mit der Østsjællandske Jernbaneselskab eine Betriebsgemeinschaft gegründet wurde.

## Verkehr
Ursprünglich war die Eröffnung für den 1. November 1916 geplant, jedoch war die Strecke an diesem Tag noch nicht fertig. Erst am 23. Mai 1917 konnte die erste Probefahrt durchgeführt werden. Im Sommer 1917 war wegen des Krieges der Preis für Kohle sehr hoch. Dennoch wurde beschlossen, die 33 km lange Strecke, die mit Schienen mit einem Metergewicht von 22,45 kg gebaut wurde, am 4. August 1917 mit zwei täglichen Zugpaaren zu eröffnen.
Mit den beiden Dampflokomotiven und einem Personenwagen und einer Fahrzeit von etwa 1½ Stunden pro Strecke konnten planerisch vier Zugpaare pro Tag gefahren werden. Ab 30. September 1917 wurde auf drei Zugpaare übergegangen. Nach Kriegsende wurden wieder nur zwei Paare gefahren. Erst ab dem 15. November 1923 fuhren die ursprünglich geplanten vier täglichen Zugpaare.
Von Nyvang und weiter westlich fuhren die meisten Reisenden nach Ringsted, östlich von Nyvang nach Køge. Die Strecke war Zubringer für beide Städte. Nur wenige Fahrgäste fuhren die gesamte Strecke.
Der Güterverkehr bestand hauptsächlich aus Steinen, Kies, Zuckerrüben, Milch und lebenden Tieren. Ab 1934, nach der Erweiterung des Hafens in Køge, stieg der Transport von Kohle zu den Gaswerken in Ringsted und Sorø.
In den 1920er Jahren kam der Wettbewerb mit Privatautos und Buslinien auf. Obwohl die Kohlepreise auf ein Drittel gefallen waren, wurde Defizit erwirtschaftet. Als Lösung wurde der Betrieb von Motorfahrzeugen angesehen. KRB mietete den Triangel-Versuchs-Triebwagen von Hammelbanen und war eine der ersten Privatbahnen, auf der Triebwagen eingesetzt wurden. Dieser konnte die Strecke in einer Stunde bewältigen, die Fahrten waren billiger als mit Dampflokomotiven.
1927 wurde der erste Triangel-Triebwagen gekauft, dem 1928 ein weiterer folgte. Die Wirtschaftskrise erforderte viele Einsparungen. 1937 wurde nach einer Einstellungsempfehlung der Verkehrskommission (dänisch Trafikkommissionen) von 1936 ein dritter Triangelwagen von DSB erworben. Nun konnte vollständig auf den teuren Dampfbetrieb verzichtet werden.
Während des Zweiten Weltkriegs wurden zwei Triangelwagen mit einem Gasgenerator ausgestattet, um den Betrieb während des Krieges aufrechtzuerhalten. Zur weiteren Einsparung wurden viele der 1929 eröffneten Haltepunkte ab 1940 nicht mehr bedient. Nach dem Krieg wurde ein Omnibus für den Schienenbetrieb umgerüstet, der täglich zwei Zugpaare übernahm.
1948 bestellten viele dänische Privatbahnen neue Triebwagen von Scandia. KRB war an einem Kauf nicht interessiert, ebenso 1952, als eine zweite Bauserie der Triebwagen aufgelegt wurde. 1954 erfolgte von einem Bankenkonsortium erneut eine Einstellungsempfehlung, der nicht gefolgt wurde. 1957 wurde ein gebrauchter Triebwagen von der stillgelegten Vejle–Vandel–Grindsted Jernbane erworben, um den verschlissenen ersten Triangelwagen zu ersetzen. Das Defizit stieg von Jahr zu Jahr, während sich die Zahl der Fahrgäste verringerte.
Zur Fortsetzung des Betriebs wären große Investitionen für die Erneuerung des Gleisbettes von 1917 und der Ausrüstung erforderlich gewesen. In einer außerordentlichen Hauptversammlung 9. August 1962 wurde beschlossen, die Strecke einzustellen und ab dem 1. April 1963 dafür Linienverkehr mit Bussen einzuführen. Im Stilllegungsjahr 1963 fuhr die KRB an Wochentagen sieben und an Sonn- und Feiertagen sechs Zugpaare.
Der Lokschuppen in Køge brannte am 10. Januar 1963 mit drei darin untergestellten Triebwagen völlig aus. Für die letzten Betriebstage wurde ein Triebwagen von ØSJS angemietet. Am Sonntag, den 31. März 1963 fuhr der ØSJS M 1 den letzten Zug, am nächsten Tag begann die Abwicklung der Gesellschaft.

## Bahnhöfe
Ørslev, die größte Station an der Strecke, besaß ein Kreuzungsgleis mit 180 m und ein Ladegleis mit 84 m Länge. Zudem war ein kurzes Stichgleis mit einer Endrampe vorhanden. Die anderen sechs Bahnhöfe sowie die Haltestellen Yderholm und Havbyrd hatten Kreuzungsgleise mit einer Länge von 115 m.
Die Bahnhofsgebäude und der Lokschuppen wurden vom Architekten Christian Sylow entworfen. Der später gebaute Bahnhof Køge Vest wurde von Tage Nielsen gezeichnet. Dieses Bahnhofsgebäude wurde nach der Streckenstilllegung als Busbahnhof genutzt. Es wurde abgerissen, als der Bahnhof Køge 1983 wegen der Einführung der S-Bahn umgebaut wurde. Die anderen Bahnhofsgebäude der Strecke sind erhalten.

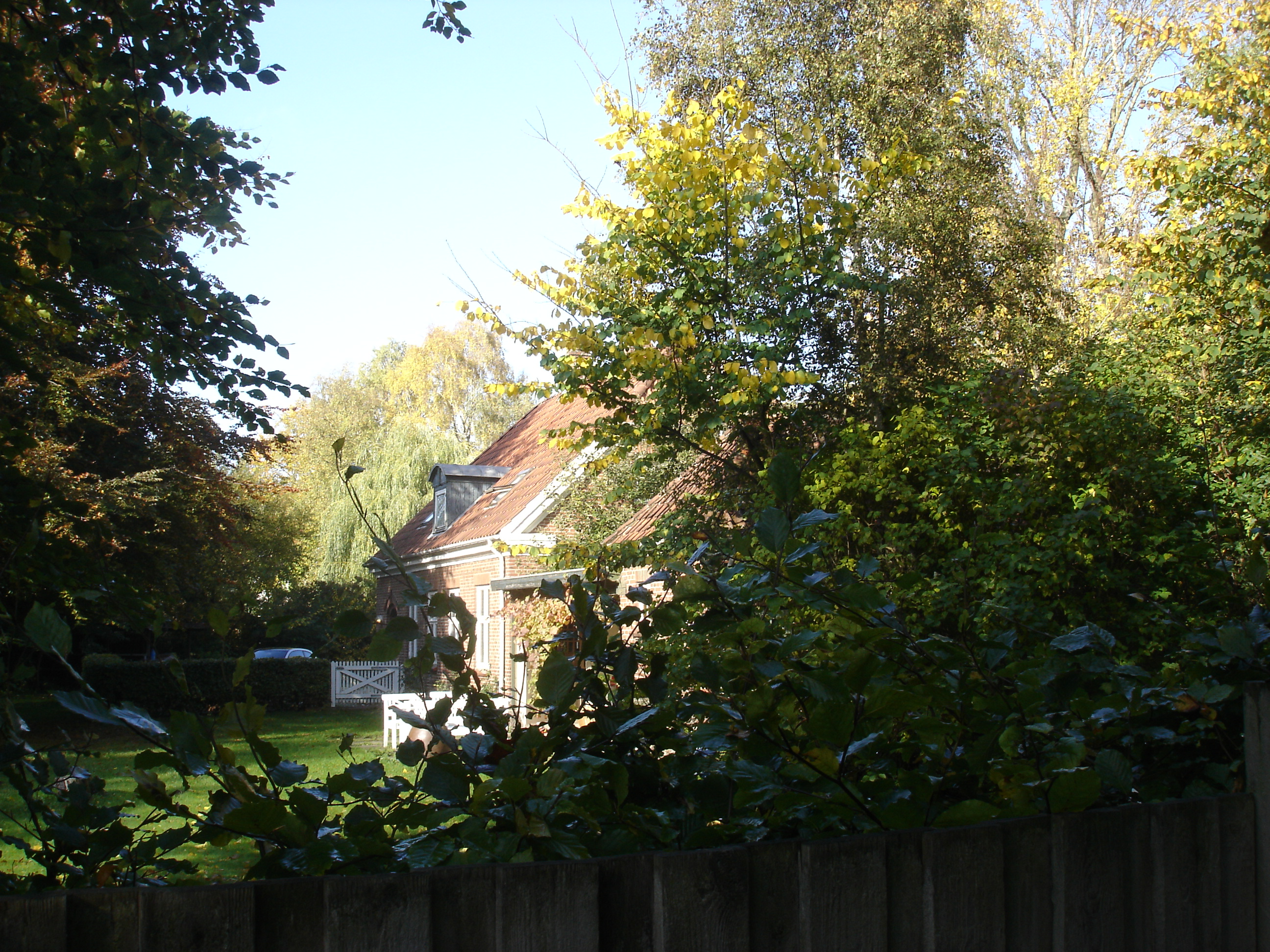
Lellinge
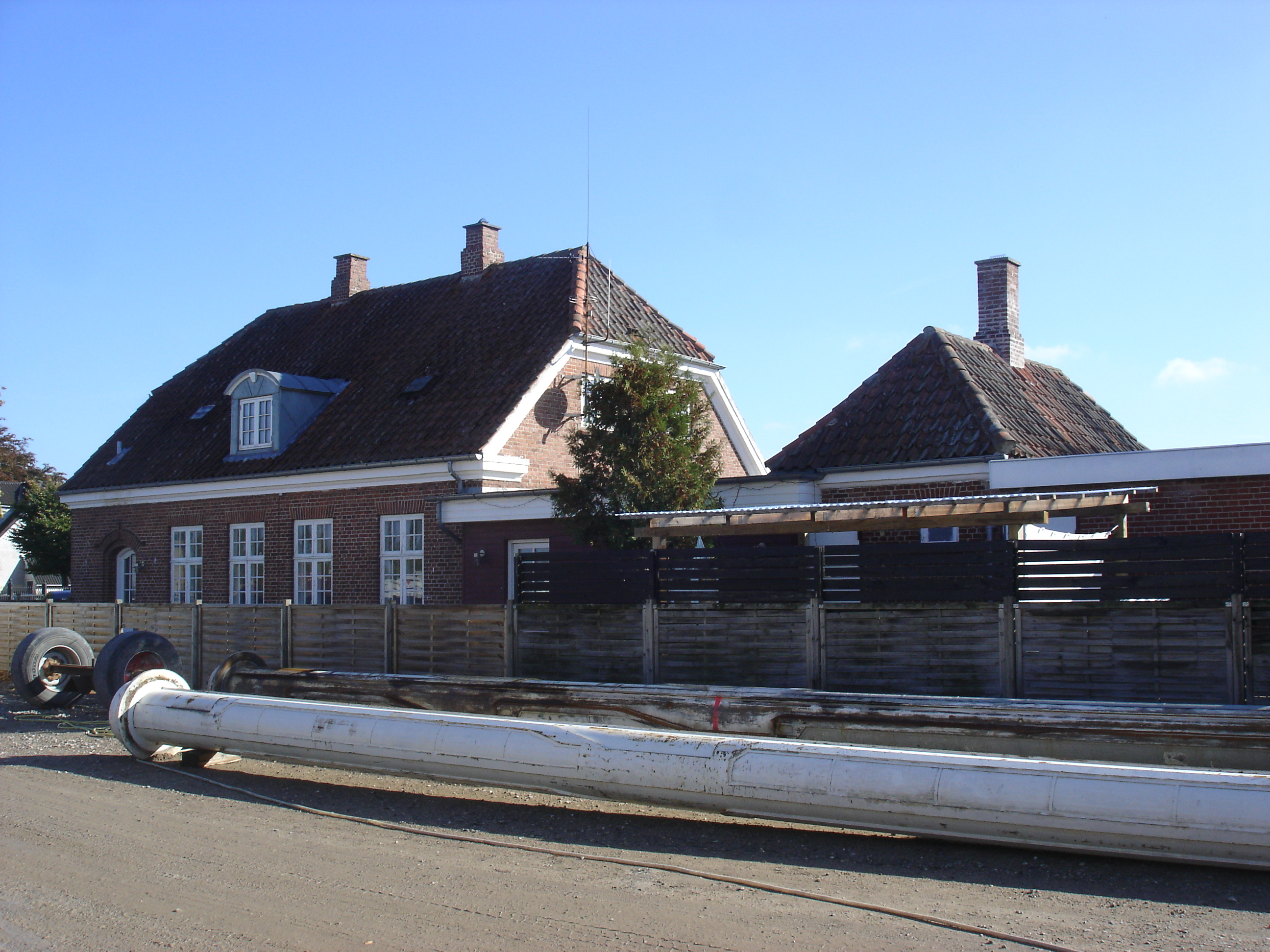
Bjæverskov
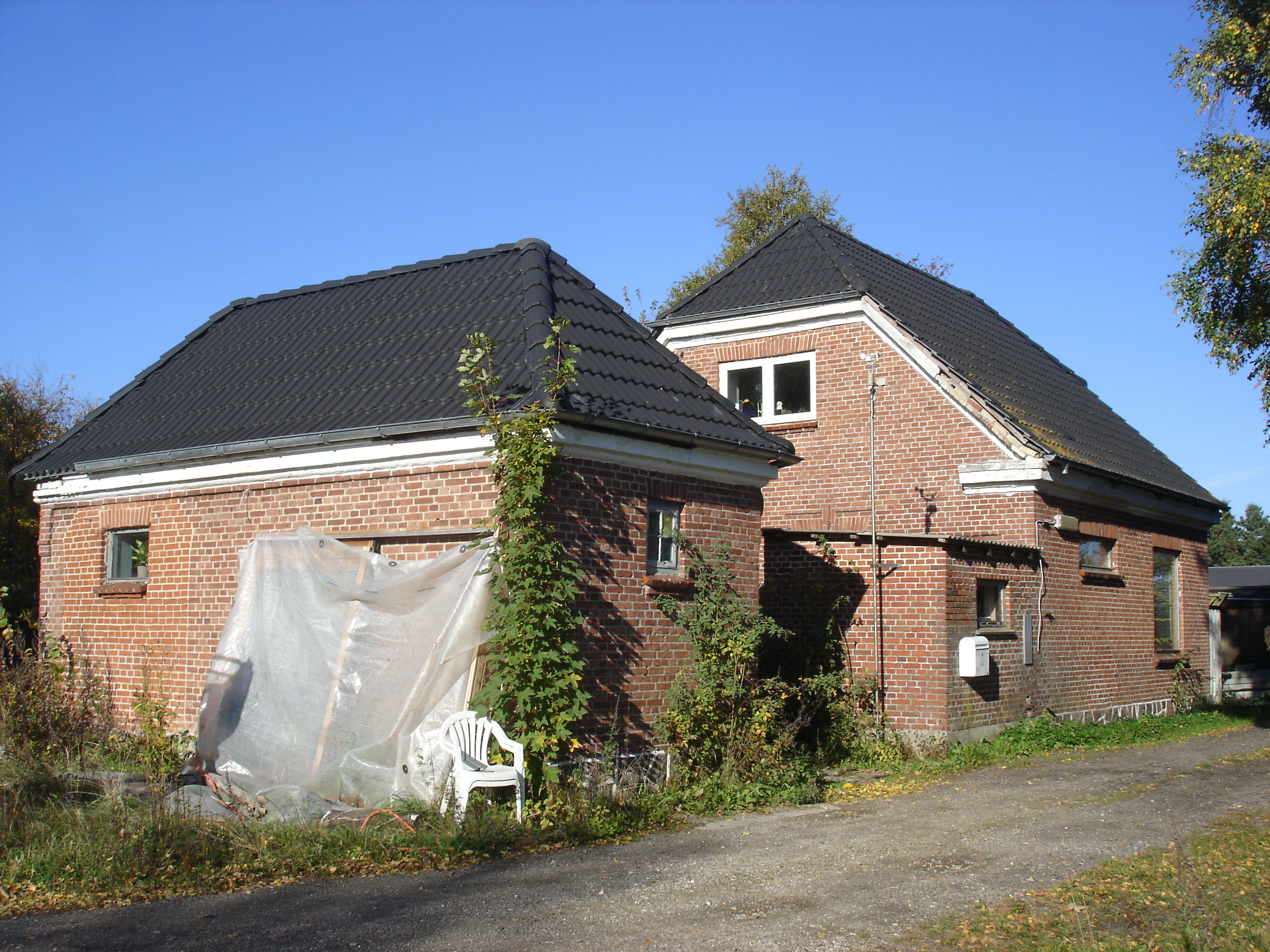
Gummersmark
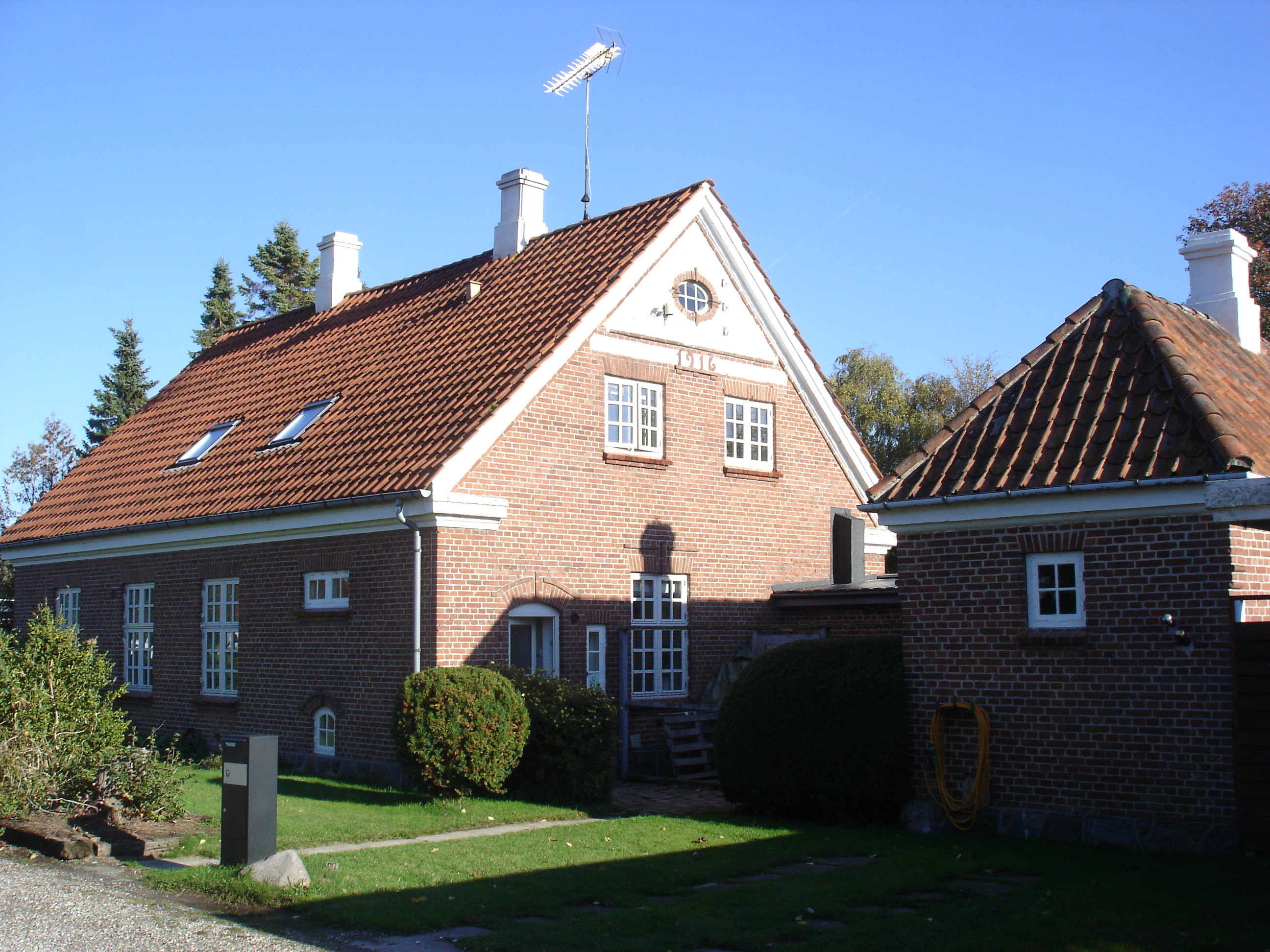
Østervang
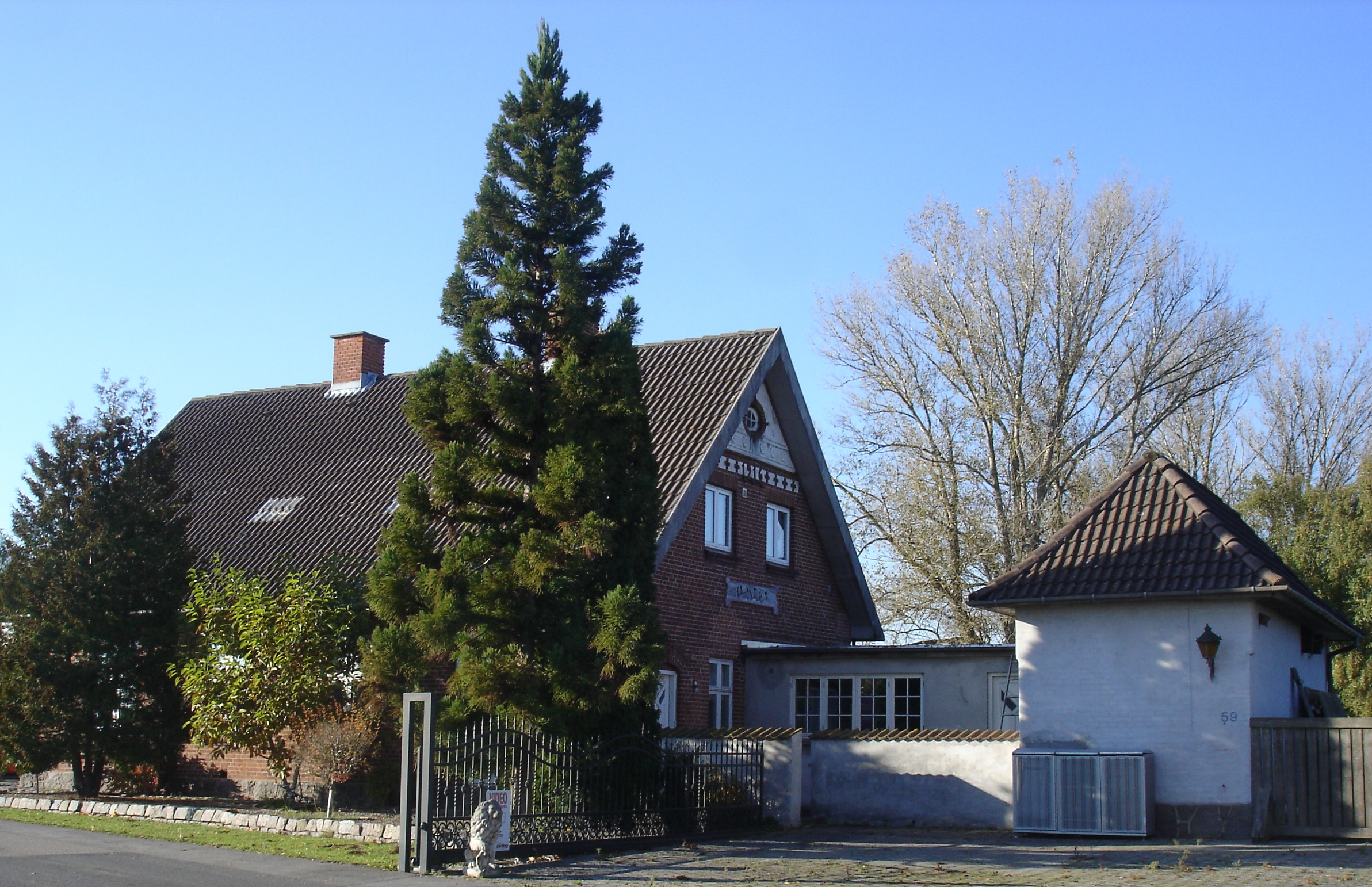
Ørslev
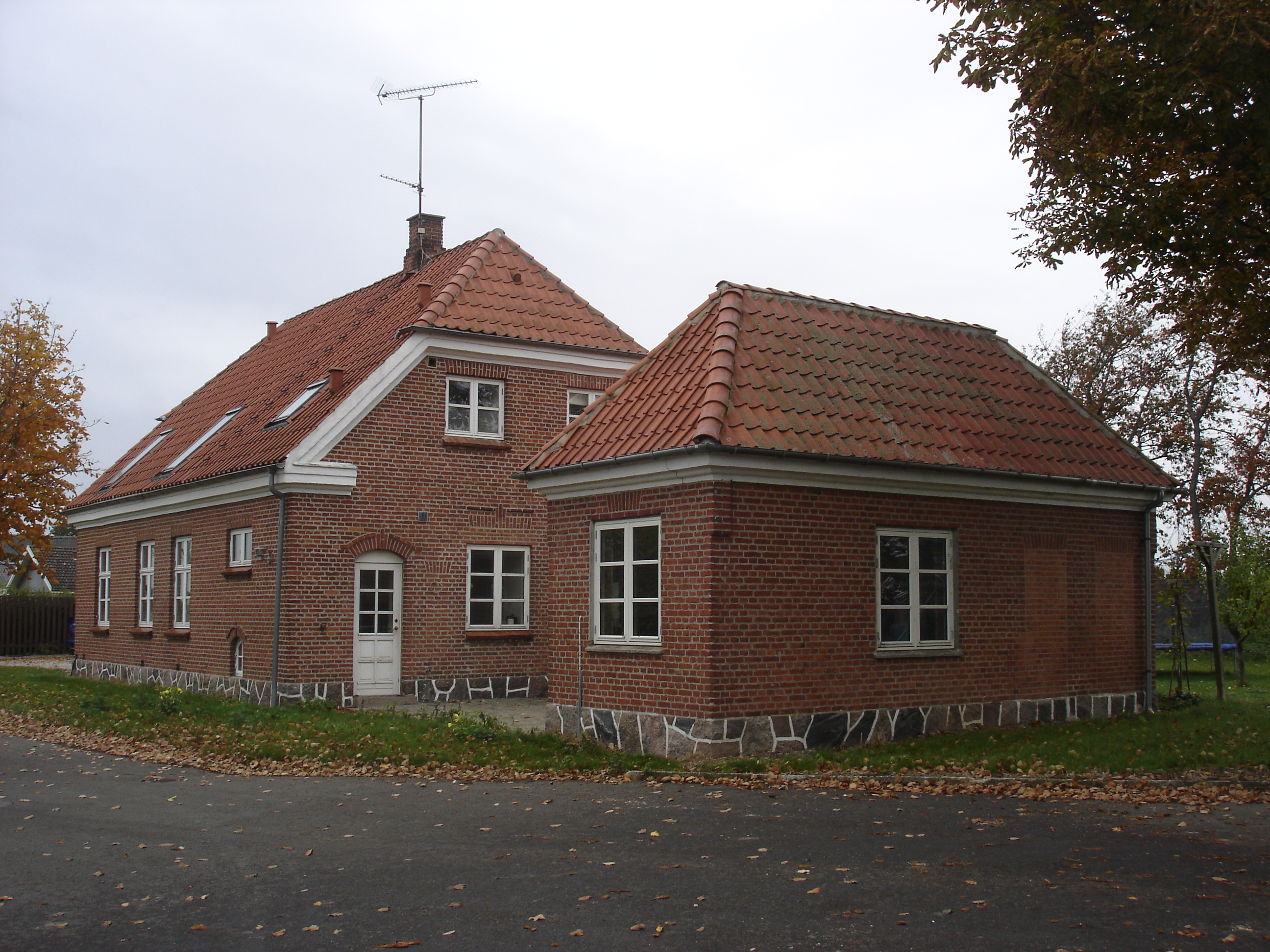
Farendløse
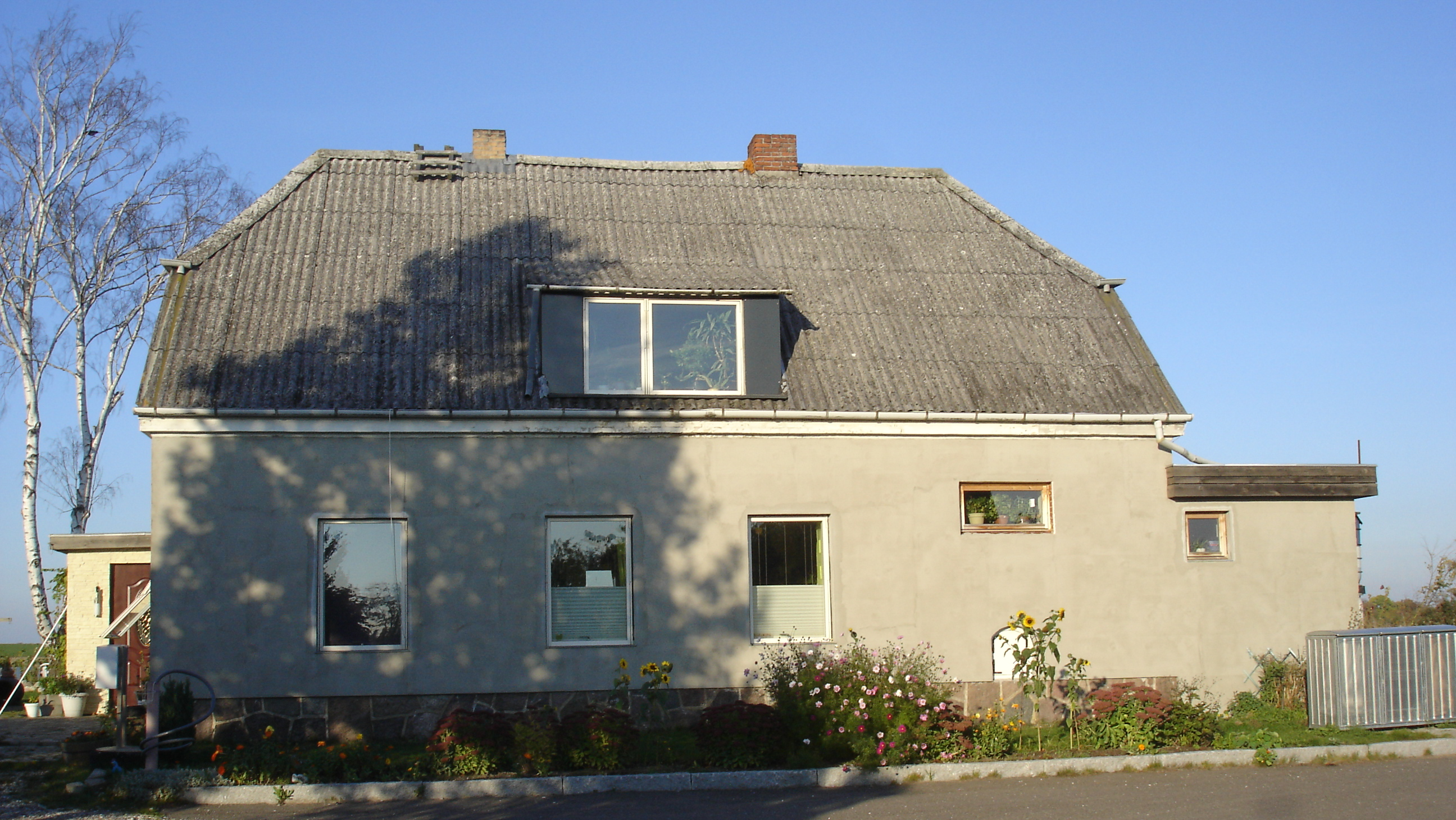
Sneslev

## Erhaltene Streckenabschnitte
Nach der Stilllegung erwarb die Kommune Køge die Strecke durch die Stadt bis nach Køge Ås, um einen Radweg zu bauen. Insgesamt sind sieben Kilometer der Strecke erhalten und zugänglich. Ringsted kaufte die Strecke vom Bahnhof durch die Stadt als kommunale Anschlussbahn, auf der DSB den Güterverkehr fortsetzen konnte. Überwucherte Überreste dieser 1½ km langen Strecke sind noch auf dem Weg zum Flughafen Ringsted zu sehen.

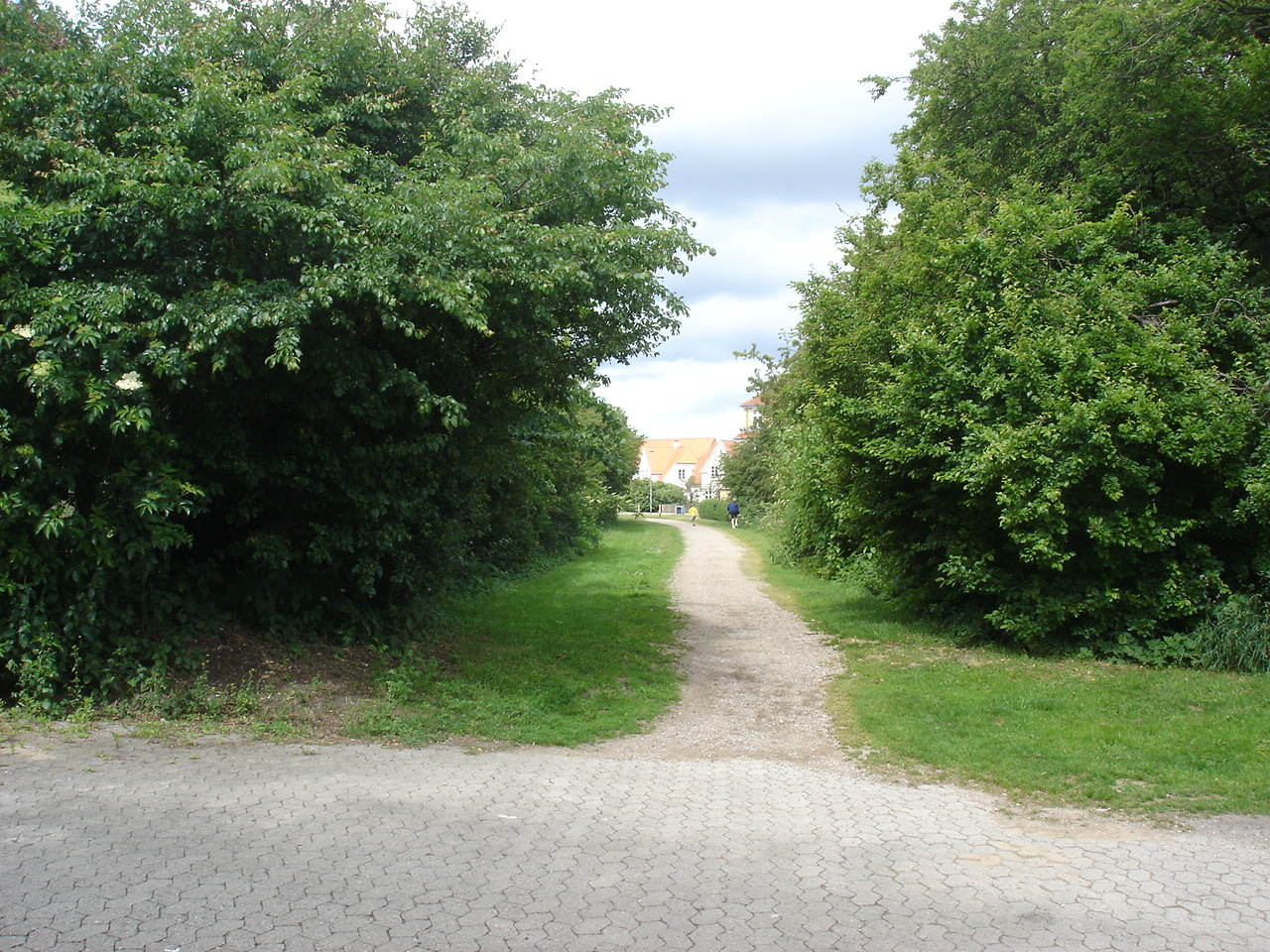
Nordöstlich des Emilievej in Køge
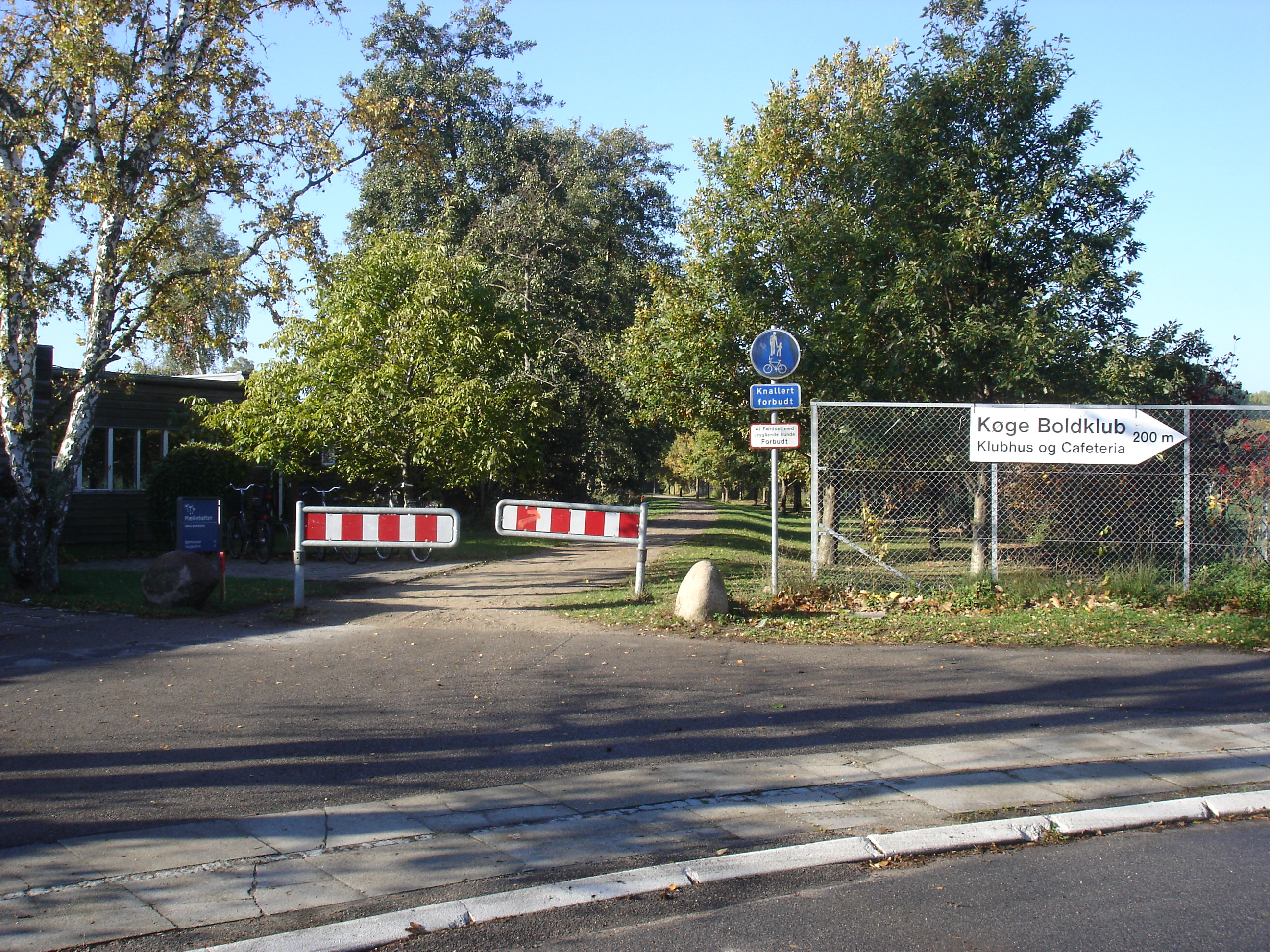
Bei der Køgehalle
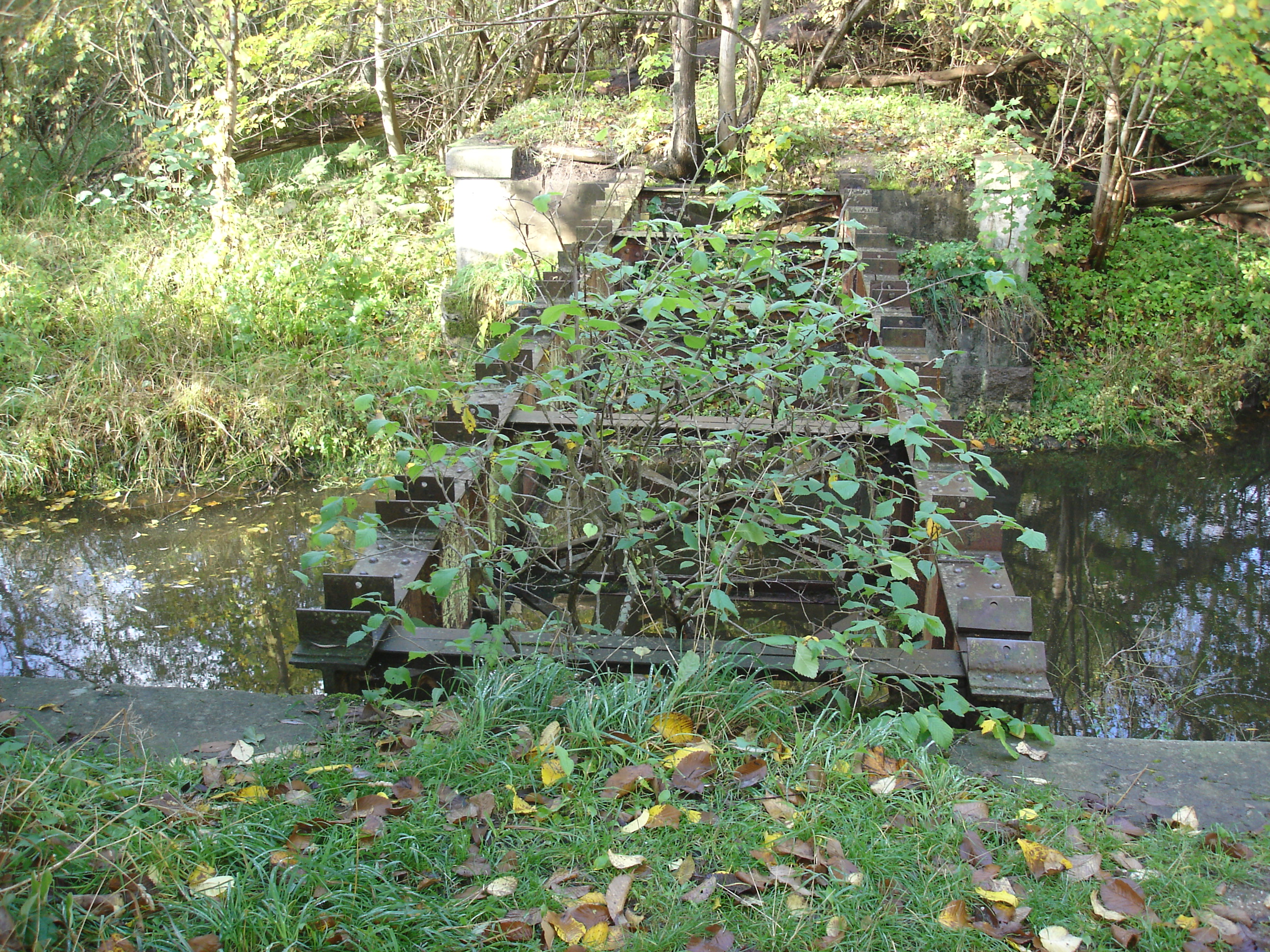
Fundamente der Brücke über den Køge Å
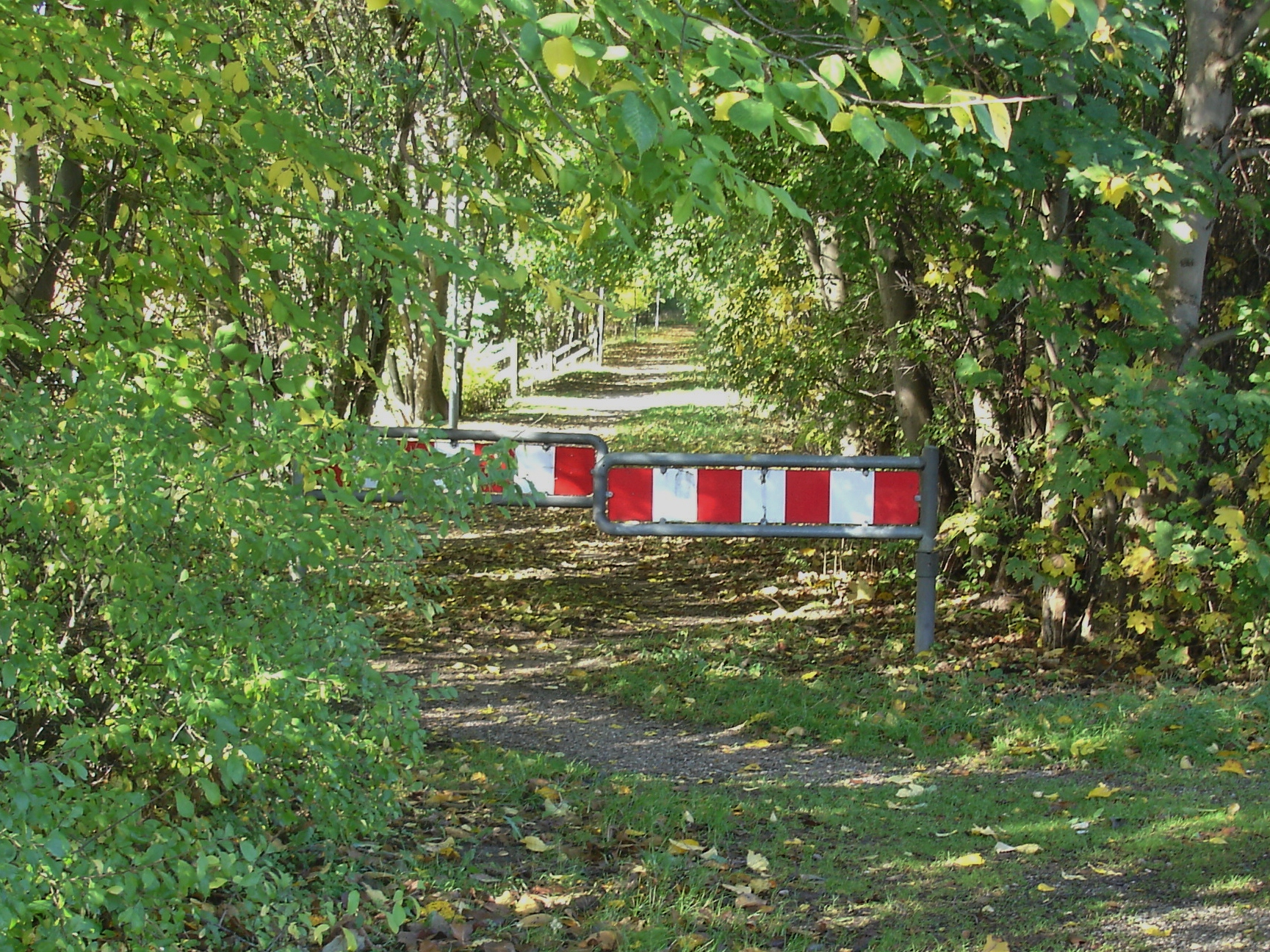
Bahndamm östlich von Lellinge
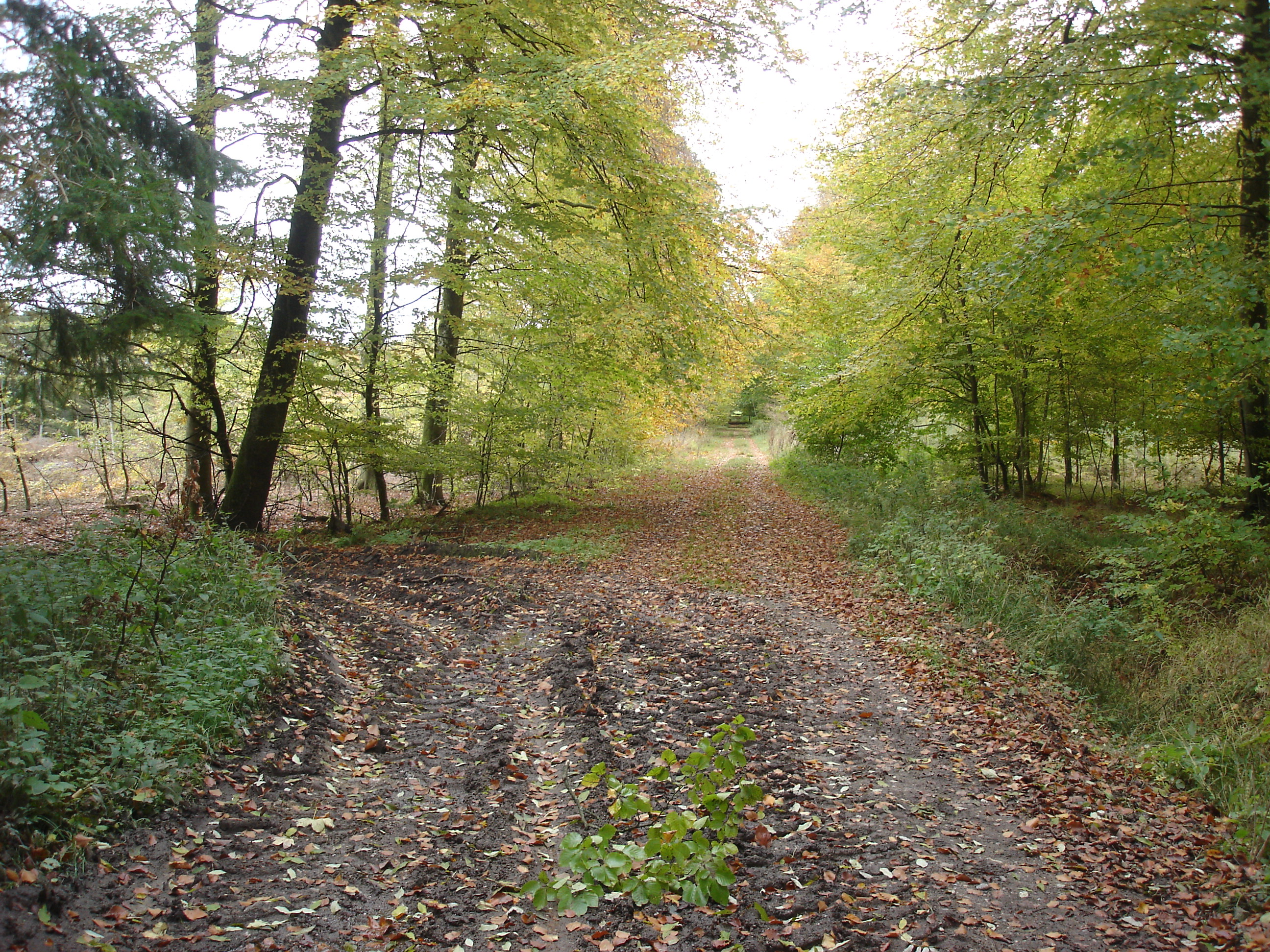
Westlich von Lellinge
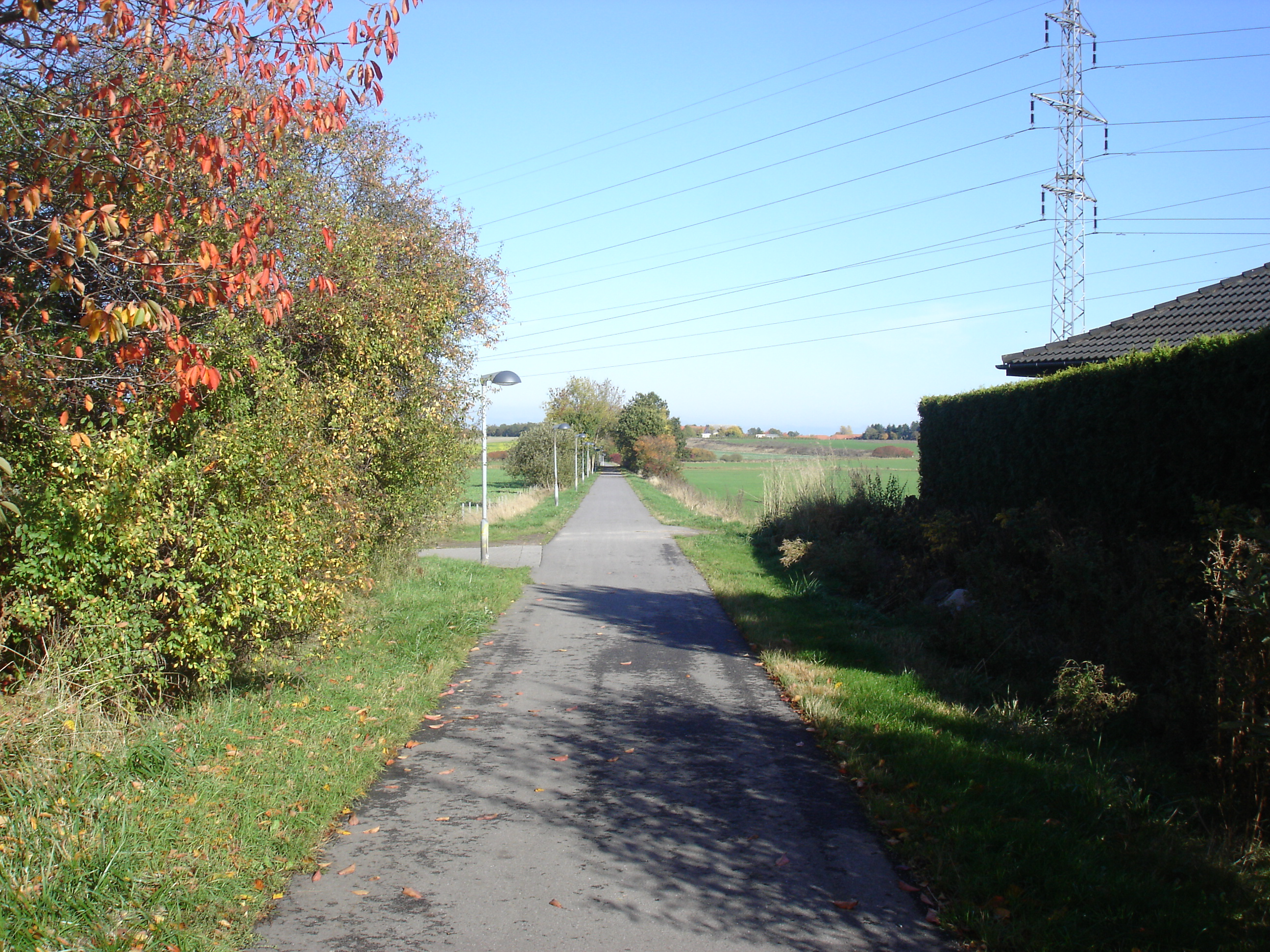
Von Bjæverskov nach Vemmedrup
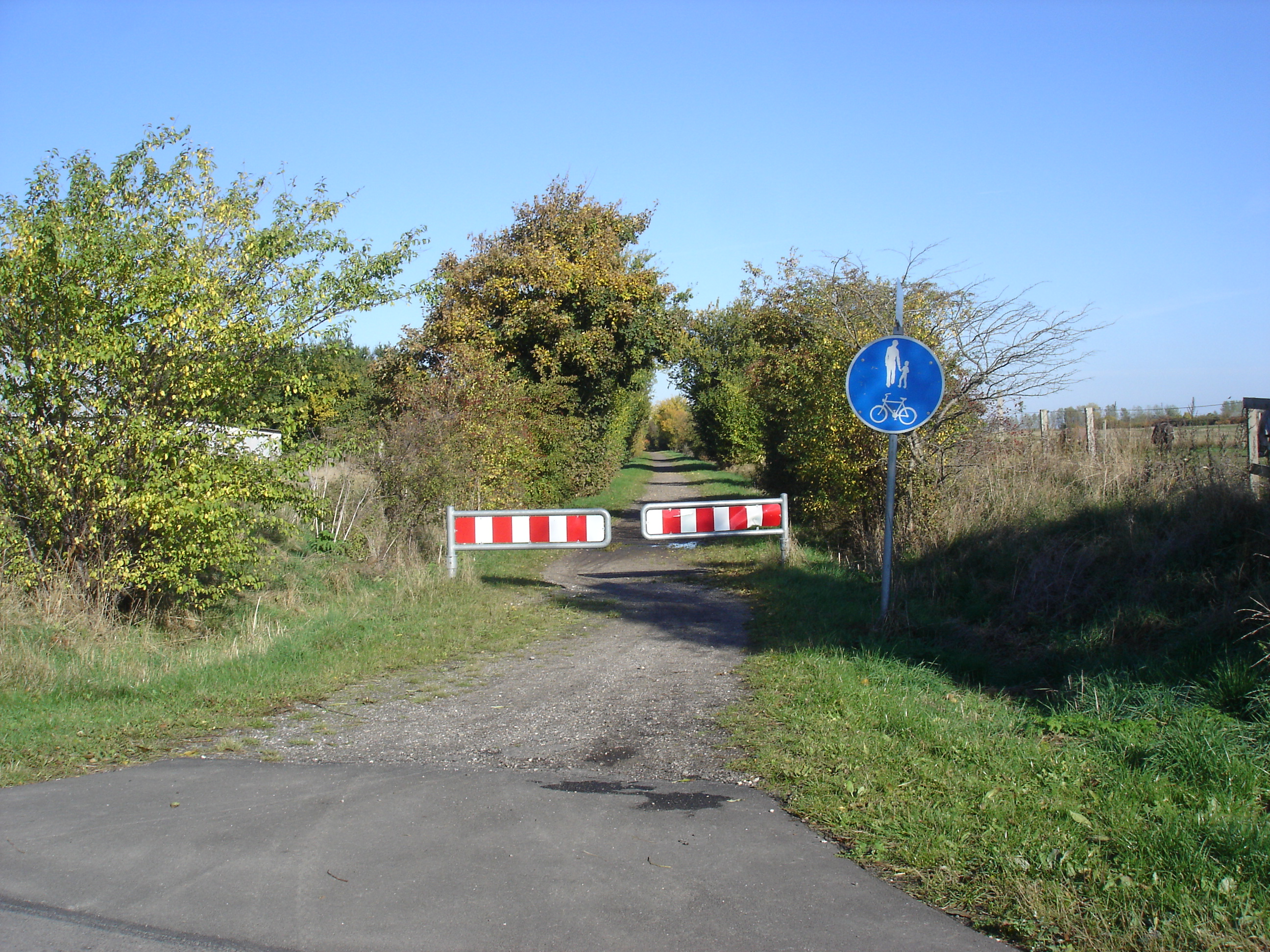
Zwischen Bjæverskov und Gummersmark
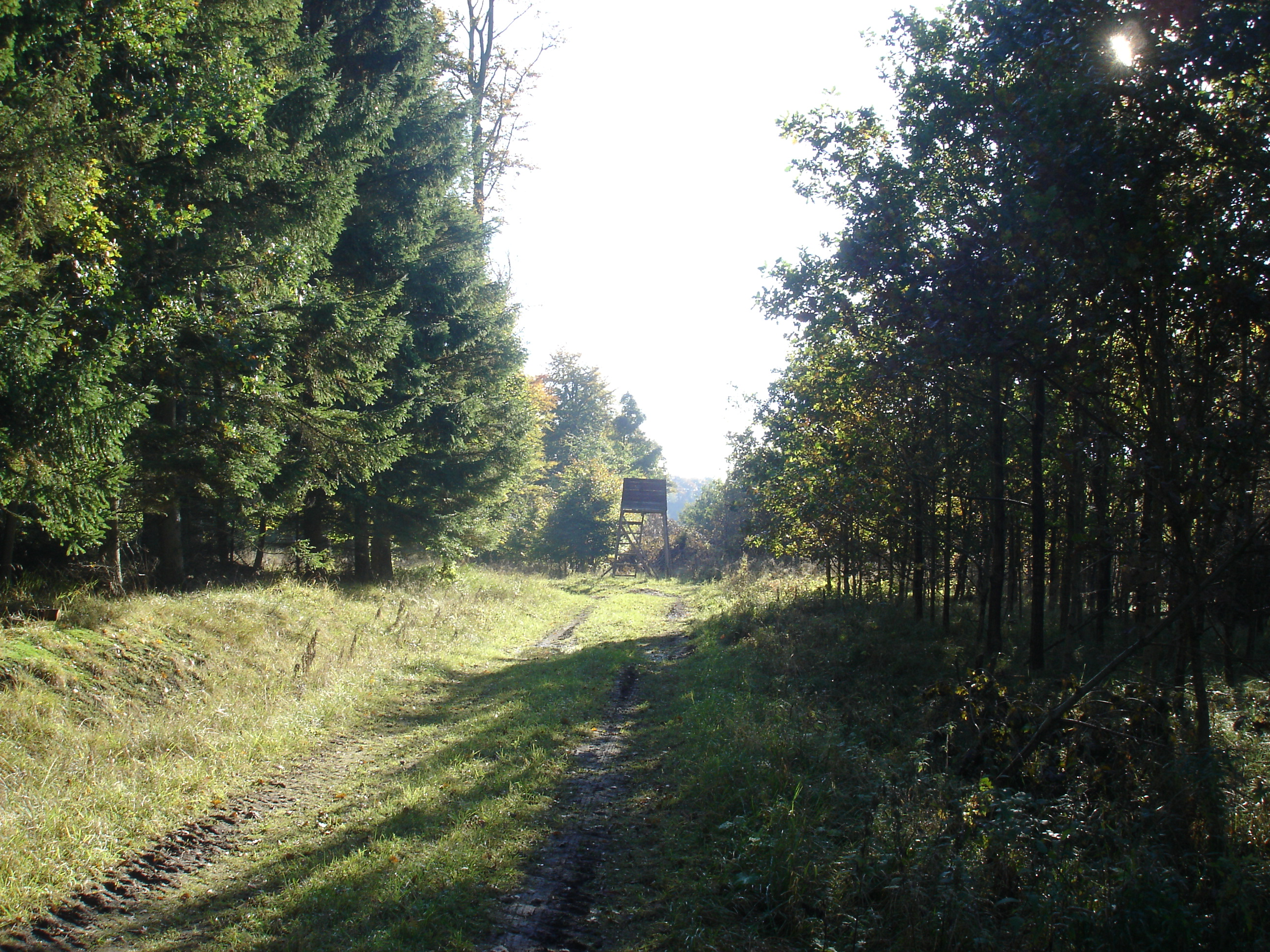
Durch Gørslev Vænge